# 臀萤叶甲属
臀萤叶甲属（学名：Agelastica）是金花虫科下的一个属。

## 下属物种
本属包括以下物种：
- 杨蓝叶甲 Agelastica alni (Linnaeus, 1758)，蓝毛臀萤叶甲
- 等节臀萤叶甲 Agelastica coerulea Baly，桤木萤叶甲
- 猕猴桃柱萤叶甲 Agelastica nigriceps Motschulsky